# 不動產開發

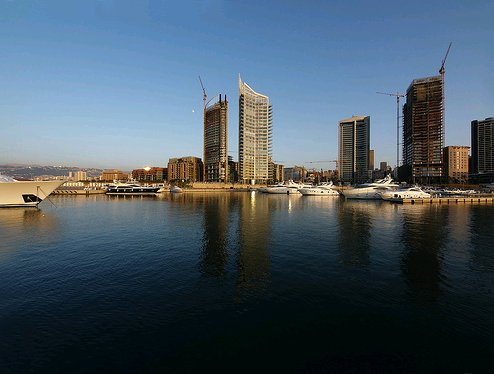
貝魯特海濱和貝魯特港的房地產開發計畫

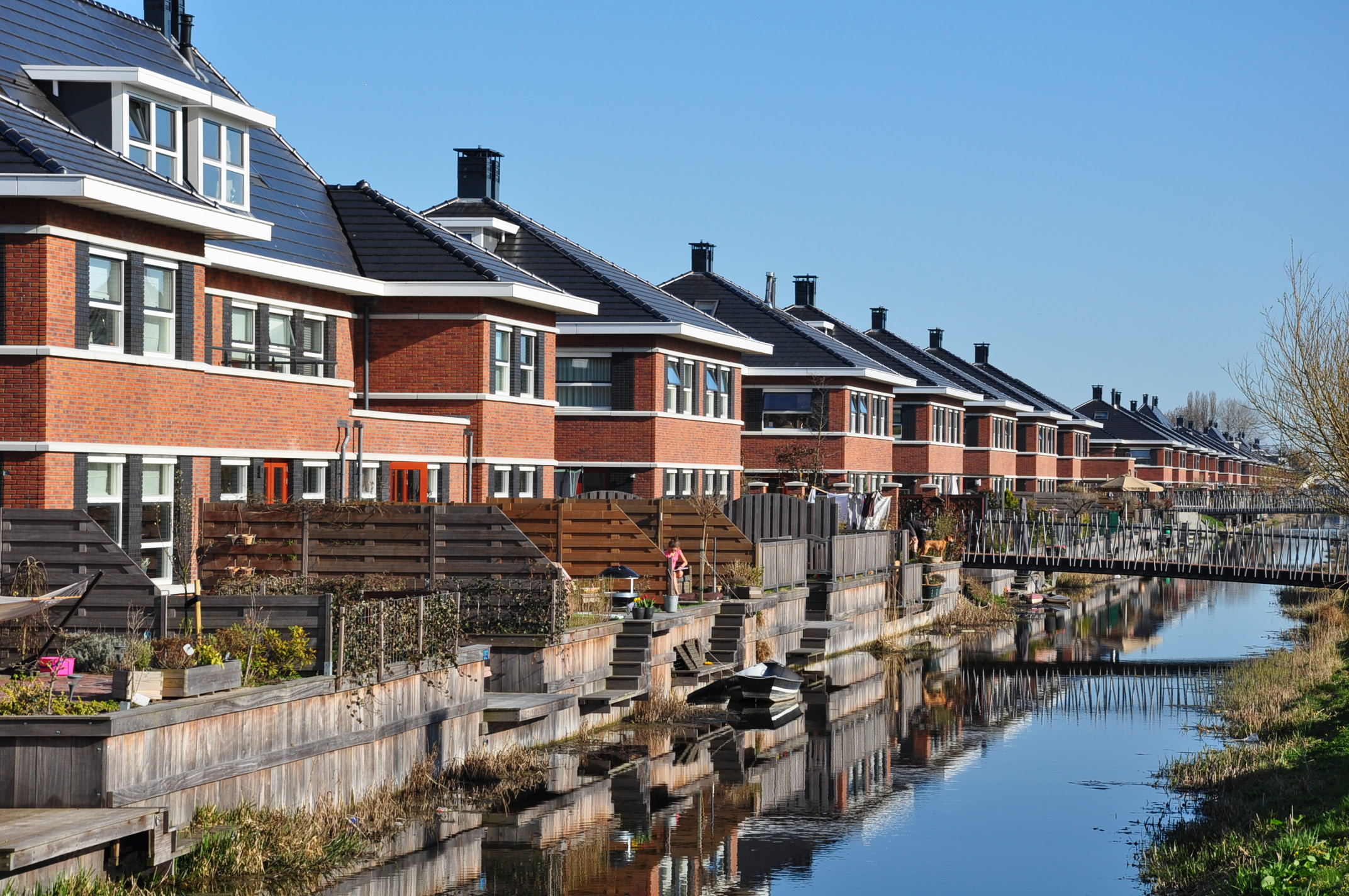
荷蘭幾乎所有住房都是通過房地產商進行開發建造，包括高端市場的住房

不動產開發或房地產開發（英語：Real estate development, or property development）是一個業務流程，涵蓋範圍包括整建和轉租現有建築物，購買原始土地，以及向他人出售已開發土地或地塊。不動產開發商是協調所有這些活動的人和公司，將想法從圖紙變成財產。開發商通過這個業務流程，以增加土地或房地產的價值，並從開發中獲取利潤，這是不動產開發的主要目標之一；不僅於此，將不動產開發至其價值，才是不動產開發過程的基礎概念。
開發商在整個過程之中，都與許多不同行業人員進行合作，包括建築師、城市規劃師、工程師、測量師、檢查員、承包商、地產代理、律師、物業管理等。在英國的城鄉規劃背景下，「開發」的定義是根據1990年《城鄉規劃法》第55條所述，指在土地的地上或地下進行建築、工程、採礦或其他作業，或對任何建築物或其他土地的用途，作出任何重大的改變。

## 經營
不動產開發不同於建築或房屋建造，儘管許多開發商同時管理建築過程，或者經營房屋建造業。開發商負責購買土地、為不動產交易融資、建造或讓建築商建造項目、合資開發項目，並從始至終參與創造、設計、控制和協調開發過程。開發商通常在不動產開發承擔著最大風險，然而也將獲得最大報酬。通常，開發商購買一塊土地，首先確定不動產的市場營銷方式，制定建築方案和設計圖紙，獲得必須的公共批准和融資，建造建築物，然後出租和管理並最終出售。
有些時候，不動產開發商只會承擔部分過程。例如，一些開發商採購不動產並獲得批准計劃和許可證，然後以高價將帶有計劃和許可證的不動產出售給建築商；或者，同時既是建築商的開發商，可以購買帶有規劃和許可的不動產，這樣他們就可以避開無法獲得規劃批准的風險，並且可以立即開始建設開發項目。

## 組織工作
開發團隊可以通過多種方式組合起來，在一個極端情況下，一家大型集團企業可能包含許多不同業務，涉及各項建築到工程領域。另一個情況，開發公司可能由一名負責人和幾名員工組成，並根據每項業務需求僱用企外專業人員，或是與其他公司簽訂協作合同。組建專業團隊處理複雜的開發項目，有著至關重要的作用，其中要解決許多包括環境、經濟、個人、技術和政治問題。開發商的成功取決於適時有效地協調，以及領導完成一系列相互關聯的活動。開發過程需要許多專業人士的技能：
- 建築師、景觀設計師（英语：landscape architect）、土木工程師和地盤規劃師須要解決項目設計問題；
- 市場顧問須要確定需求和項目經濟性；
- 法律代理人須要處理協議和政府批准；
- 環境顧問（英语：Environmental consulting）和土力工程師須要分析地盤的物理限制和環境影響評價；
- 測量師和產權公司（英语：Title insurance）須要提供不動產的法律描述（英语：Legal description）；
- 債權人須要提供融資；
- 總承包商須要為開發項目聘請分包商，將建築計劃在限期內付諸實施。

## 土地開發
開發商可以購買閒置土地用於潛在開發，有時被稱為「投機開發」。土地開發可能帶來更大風險，但也可能是更多利潤的項目，因為其依賴公共部門批准和基礎建設，並因為其涉及長期投資，且沒有正現金流。任何情況之下，開發商針對其新開發項目的潛在客戶類型，使用空間智能工具對房屋建設或零售的人口趨勢和構成進行建模，都可以降低開發商的風險。
土地細分是社區發展的主要機制，其將大塊土地劃分成幾個區段。從技術上講，土地細分是開發商將未開發土地轉變為已開發土地，所必須採取的法律和物理步驟。土地細分是社區發展的重要組成部分，決定社區的外觀、土地用途組合以及基礎設施，包括道路、排水系統、供水、污水處理和公共設施。土地細分完成之後，開發商通常將地塊區段出售給房屋建築商或其他最終用戶，用於建造倉庫或購物中心等用途。

## 另見
- 棕地監管和開發（英语：Brownfield regulation and development）
- 紳士化
- 土地消耗（英语：Land consumption）
- 房地產投資計算器（英语：Property investment calculator）
- 房地产泡沫
- 房地產市場
- 房地產業
- 共享牧場（英语：Shared ranch）
- 城市蔓延